# Masters de Cincinnati 1993
El Abierto de Cincinnati 1993 (también conocido como Thriftway ATP Championships por razones de patrocinio) fue un torneo de tenis jugado sobre pista dura. Fue la edición número 92 de este torneo. El torneo masculino formó parte de los Super 9 en la ATP. Se celebró entre el 9 de agosto y el 15 de agosto de 1993.

## Campeones

### Individuales masculinos
Michael Chang vence a  Stefan Edberg, 7–5, 0–6, 6–4.

### Dobles masculinos
Andre Agassi /  Petr Korda vencen a  Stefan Edberg /  Henrik Holm, 7–6, 6–4.
| Predecesor: Cincinnati 1992 | Masters de Cincinnati 1993 | Sucesor: Cincinnati 1994 |